# Nabe-mono

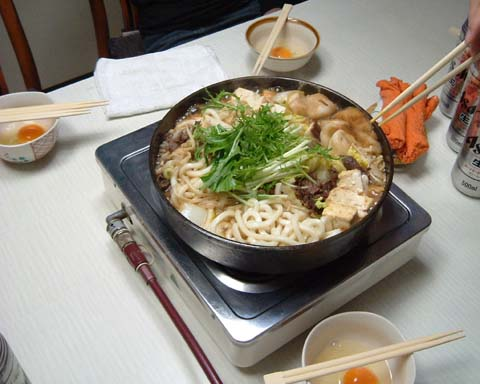
Sukiyaki w stylu udonsuki i surowe jajka w miseczkach

Nabe-mono (jap. 鍋物, なべ物; nabe → garnek + mono → rzecz, skracane do nabe) – potrawa kuchni japońskiej przyrządzana w jednym naczyniu (ang. hot pot), „ognistym kociołku”. Z reguły serwuje się ją, gdy jest zimno.

## Rodzaje
Nabe-mono ma wiele odmian, których nazwy pochodzą od użytych składników albo miejsca, z którego pochodzi przepis.
- Yose-nabe – jeden z najpopularniejszych rodzajów nabe w Japonii. Przypomina niemiecki Eintopf, gdyż wiele różnych rzeczy (np. mięso, owoce morza, jajko, tofu oraz warzywa) jest gotowane razem w garnku. Yose-nabe zazwyczaj jest oparte na bulionie z miso lub sosu sojowego.
- Sukiyaki – przyrządzane z pokrojonej cienko wołowiny, tofu, warzyw oraz makaronu. Po wyjęciu z garnka macza się w surowym jajku[2].
- Shabu-shabu (dosł. chlapu-chlapu) – onomatopeiczna nazwa dźwięku mieszania składników w naczyniu, potrawa przyrządzana z wołowiny pokrojonej na bardzo cienkie kawałki oraz dodatków jedzonych z ponzu-jōyu (sos z owoców cytrusowych, zmieszany z sosem sojowym shōyu), sosem sezamowym albo sojowym[2][3].

## Galeria

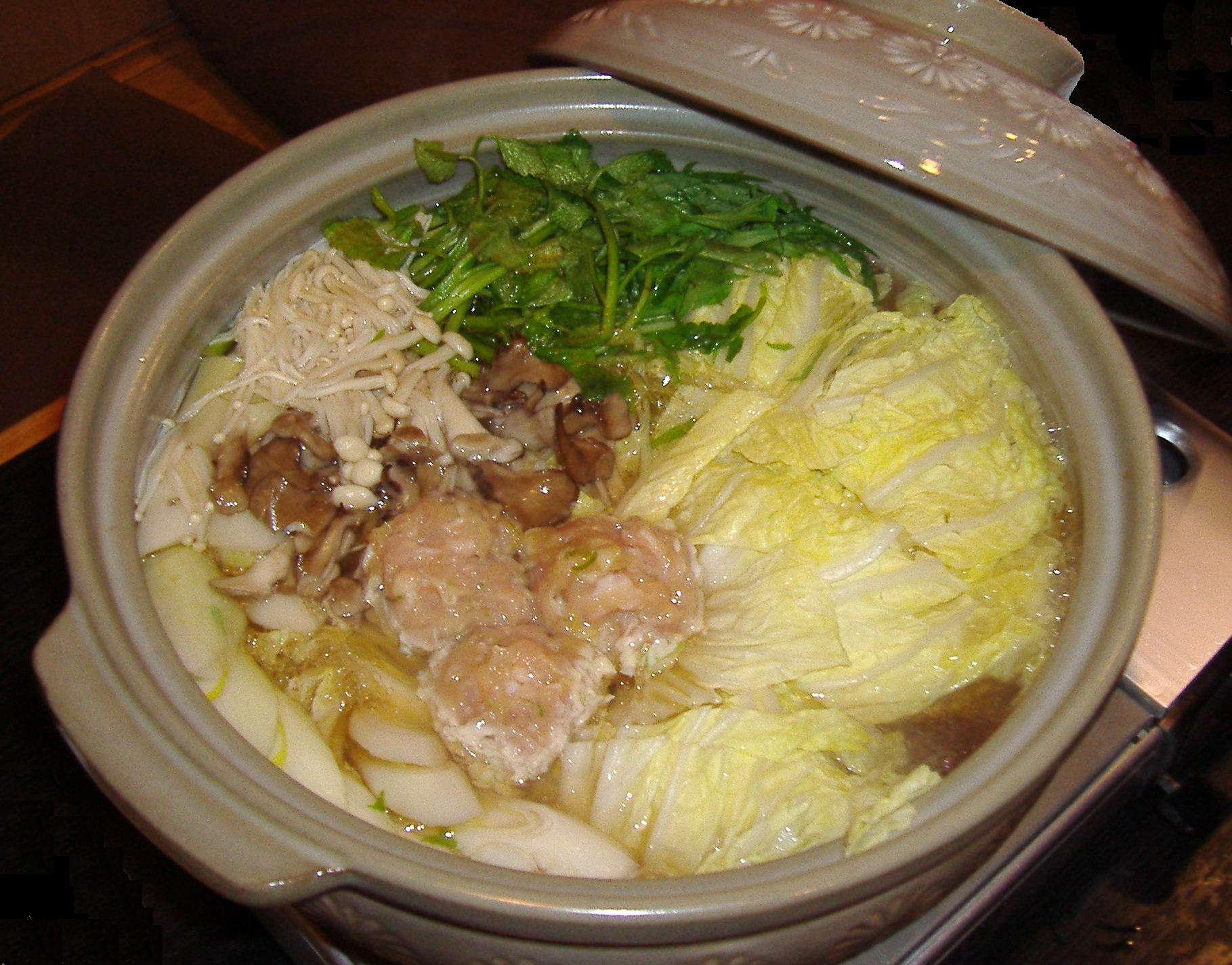
Nabe w stylu Kansai
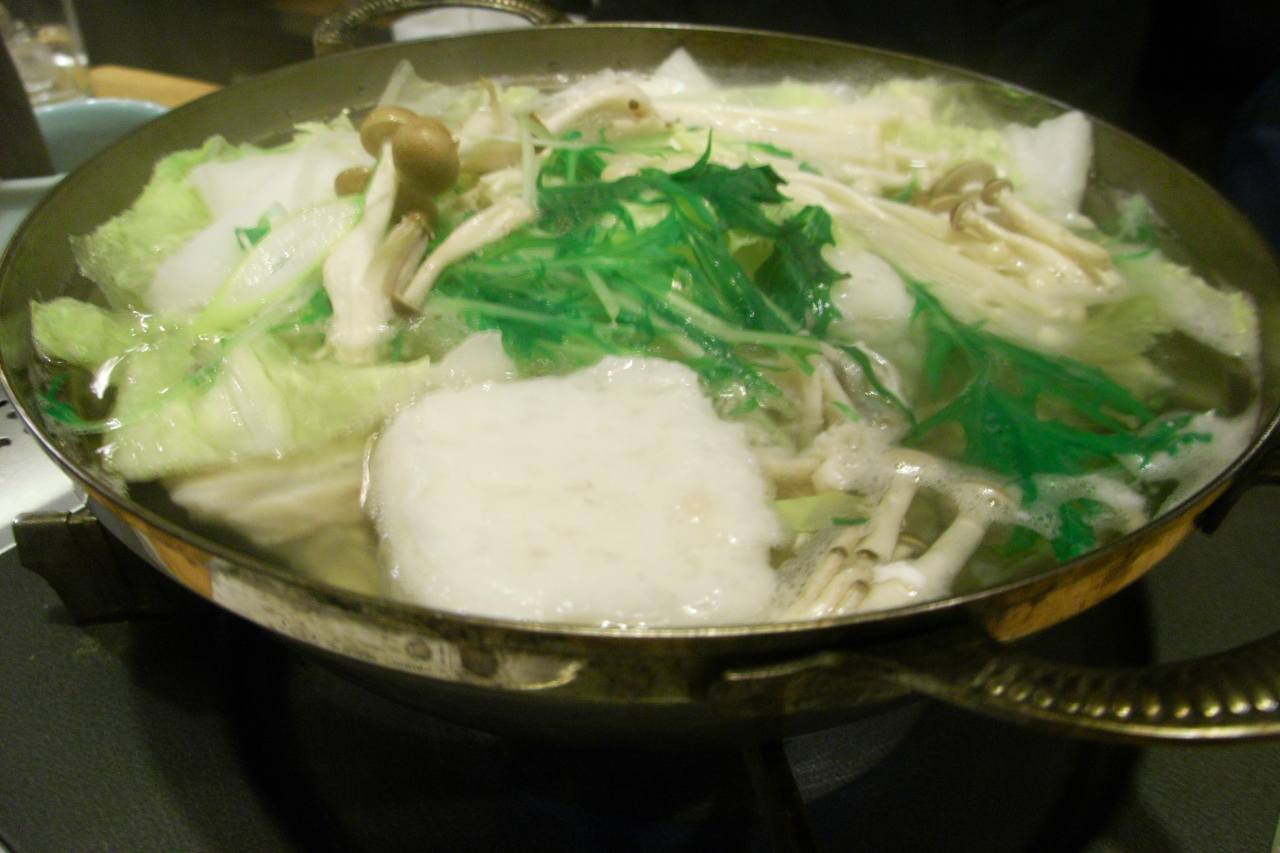
Nabe z fugu
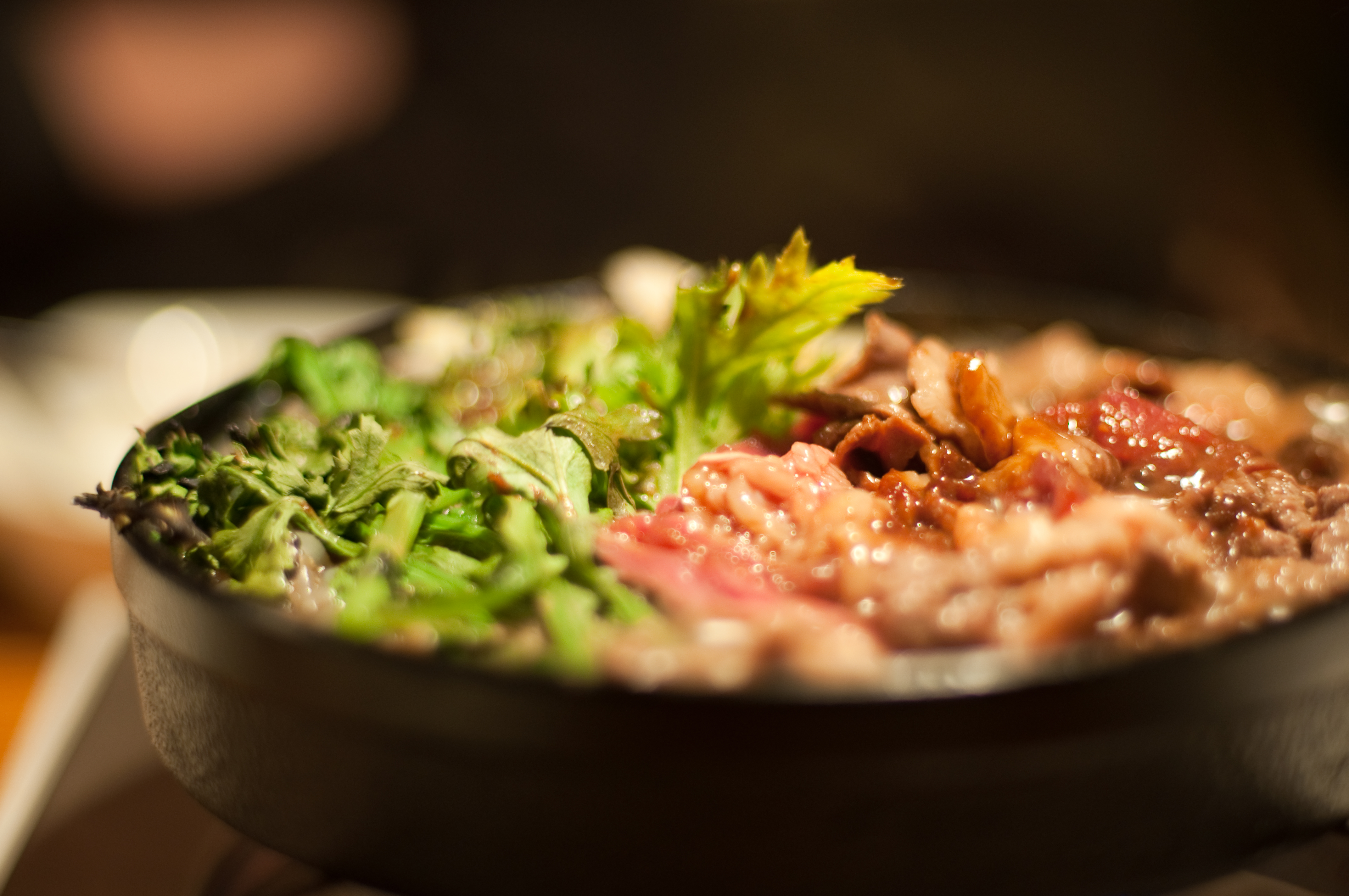
Sakura-nabe (z koniną)
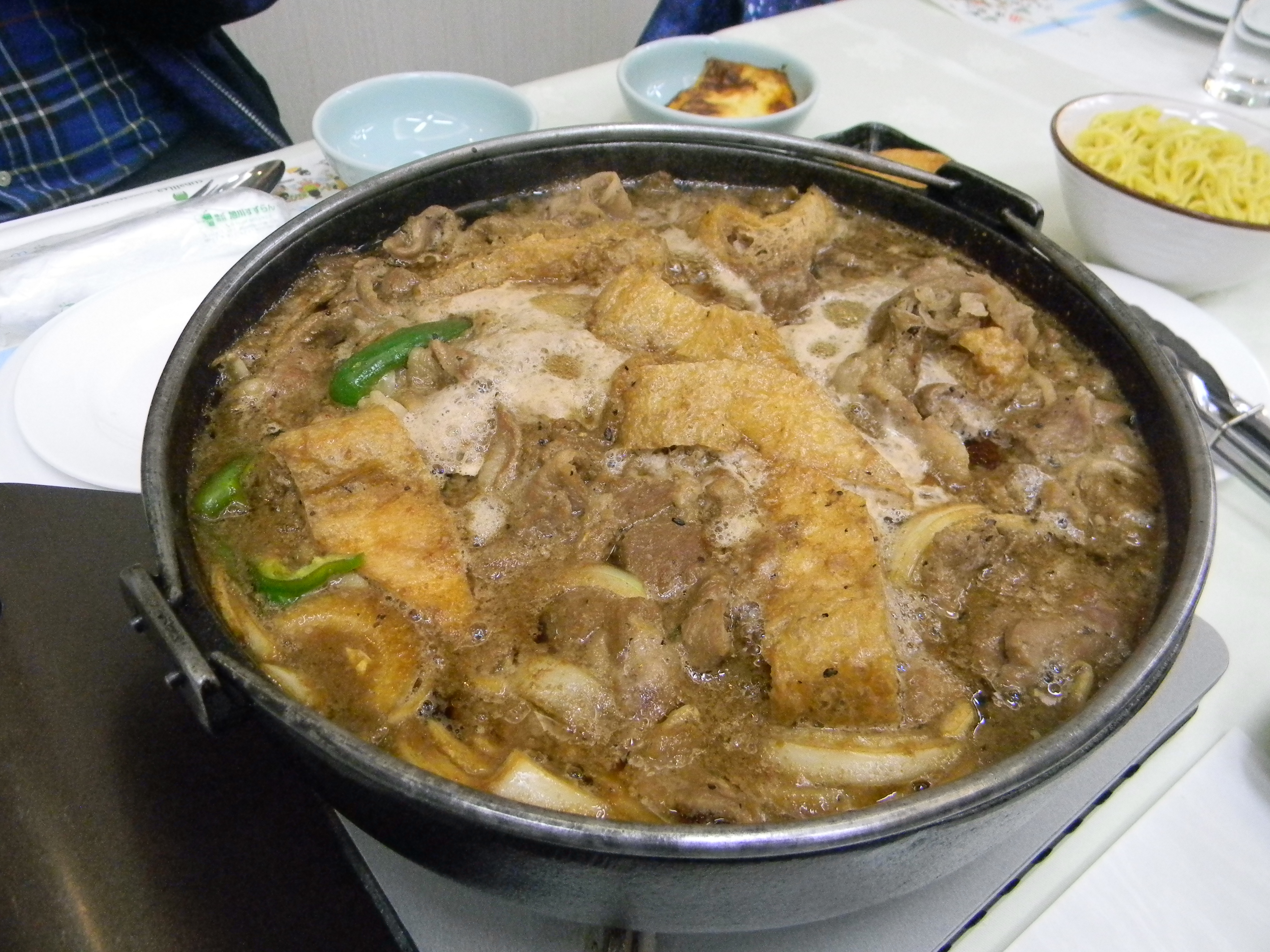
Duszony Czyngis-chan, specjalność miasta Nayoro (z baraniną).